# 全山地
全山地赛，英文名称（All Mountain/Enduro），是山地自行车竞赛的一种形式，在这种比赛中，速降部分占最大比重，同时还包含爬坡和越野XC部分。这项竞赛旨在测试车手们在保持耐力和攀爬山坡的过程中控车技巧的表现情况。
根据全山地世界系列赛2014年规则书（ Enduro World Series 2014 Rule Book）的阐述，在每项全山地赛事中，要求至少要有四个特别赛段，必须使用至少三个不同路线，而且比赛结果是要将每位车手所有赛段时间相加后计算得出的。
全山地赛不同于XC越野山地车赛和纯粹DH速降山地车赛。在XC越野山地车赛中，长期以来更关注车手的心肺能力。而在纯粹DH速降山地车竞赛中，可能很少甚至并不包含爬坡技巧，或者越野技巧。
全山地赛是一门全面的运动，因此，它更偏向于在复杂骑行环境中，又具有强大心肺功能的车手。轻型XC山地车可能对于快速坠山方面缺乏有效的避震行程，而DH速降车可能并不支持车手完成爬坡部分。
在某些国家，术语“全山地赛”是被作为词汇“耐力竞赛”的一个分支。这种说法在这篇文章里是否具有误导性仍然存有争议。
全地形山地车，跨越在XC越野山地车和FR山地车之间，通常重量是13到16公斤（29到35磅），比如 Intense 的 Tracer 系列、Santa Cruz 的 Heckler 系列、Norco 的 Range 系列，以及 Rocky Mountain 的 Slayer 系列。这些自行车基本都配有巨大的避震行程，通常达6英寸（150毫米）或者前后行程总计7英寸，而且在较新款的中高端自行车上，避震行程往往是可调节的。它们的这种设计，是为了能够很好的满足攀爬和速降的需求。在包含陡峭的爬坡和速降地形中，这种山地车能持续长时间骑行，因此被称为“全山地”。